# Tracks 2
Tracks 2 is een livealbum van Wishbone Ash. Het is de tweede uitgave in een serie van drie onder de titel Tracks. Het bevat opnamen die door de jaren heen zijn gemaakt tijdens verschillende concerten in verschillende samenstellingen van de band. 

## Muziek
| Nr. | Titel                                    | Duur |
| --- | ---------------------------------------- | ---- |
| 1.  | Bona fide (opname 2002)                  |      |
| 2.  | Mountainside (2002)                      |      |
| 3.  | Faith, hope and love (2002)              |      |
| 4.  | Cosmic jazz (1989)                       |      |
| 5.  | Errors of my way (1978)                  |      |
| 6.  | Phoenix (1983)                           |      |
| 7.  | Ancient remedy (electric version) (2002) |      |
| 8.  | No joke (1999)                           |      |
| 9.  | Coulda, woulda, shoulda (2002)           |      |
| 10. | Time was (1972)                          |      |
| 11. | Mercury blues (2002)                     |      |

| Nr. | Titel                                    | Duur |
| --- | ---------------------------------------- | ---- |
| 1.  | Real guitars have wings (1999)           |      |
| 2.  | Underground (1983)                       |      |
| 3.  | Lorelie (1976)                           |      |
| 4.  | Fubb (1978)                              |      |
| 5.  | Ancient remedy (acoustic version) (2002) |      |
| 6.  | Living proof (acoustic version) (2000)   |      |
| 7.  | Leaf and stream (2002)                   |      |
| 8.  | Sometime world (1999)                    |      |
| 9.  | Blowin’ free (1972)                      |      |
| 10. | Bad weather blues (1979)                 |      |
| 11. | Almighty blues (2002)                    |      |
| 12. | Too much monkey business (1978)          |      |
| 13. | Steppin’ out (2002)                      |      |